# Dokmoka
Dokmoka è una suddivisione dell'India, classificata come town committee, di 4.670 abitanti, situata nel distretto di Karbi Anglong, nello stato federato dell'Assam. In base al numero di abitanti la città rientra nella classe VI (meno di 5.000 persone).

## Società

### Evoluzione demografica
Al censimento del 2001 la popolazione di Dokmoka assommava a 4.670 persone, delle quali 2.523 maschi e 2.147 femmine. I bambini di età inferiore o uguale ai sei anni assommavano a 683, dei quali 347 maschi e 336 femmine. Infine, coloro che erano in grado di saper almeno leggere e scrivere erano 3.067, dei quali 1.830 maschi e 1.237 femmine.